# Two (album)
Two – drugi album zespołu Earshot.

## Lista utworów
1. „Wait” – 3:33
2. „Tongue-Tied” – 3:43
3. „Fall Apart” – 4:31
4. „Someone” – 3:44
5. „Rotten Inside” – 3:24
6. „Down” – 3:17
7. „Nice To Feel The Sun” – 3:55
8. „Again” – 3:56
9. „Goodbye” – 4:26
10. „Should’ve Been There” – 3:58
11. „Control” – 3:56
12. „Someone (Acoustic Version)” (piosenka wydana tylko na iTunes) – 3:26